# Orosz Anna (politikus)
Orosz Anna (Budapest, 1989. június 2. –) magyar közgazdász, politikus, 2017 márciusa és 2018 májusa között a Momentum Mozgalom elnökségi tagja, 2019 és 2022 között önkormányzati képviselő és alpolgármester Budapest XI. kerületében. 2021. október 11-én az előválasztás 2. fordulója alatt Fekete-Győr Andrástól átvette a Momentum vezetését, 2021. november 2-ig vezette azt.
 A Momentum európai parlamenti és önkormányzati választásokon elszenvedett veresége után a a Momentum 2024. július 8-i tisztújításán nem indult újra, így már nem tagja az országos elnökségnek.
2025. május 5-én visszavonult a politikai életből.

## Pályafutása
Édesapja dr. Orosz Csaba, a Budapesti Műszaki és Gazdaságtudományi Egyetem docense.
2007–2011 között a Budapesti Corvinus Egyetem nemzetközi gazdálkodás BA szakára járt. Ezt követően a berlini Humboldt Egyetem közgazdasági tanulmányok MSc szakának hallgatója volt. 2013-tól elemzőként dolgozott a Budapest Intézetnél.

### Politikai pályafutása
2015 óta aktivistaként részt vett a Momentum Mozgalom munkájában. 2017 elején a mozgalom vezetőségi tagjaként a NOlimpia kampány egyik arca volt. 2017. március 4-én a mozgalom tisztújító közgyűlésén a párt elnökségi tagjává választották. 2017-ben a Forbes magazin szerint a 8. legbefolyásosabb magyar nő volt a közéletben. Mivel a 2018-as választáson nem kerültek be az Országgyűlésbe, 2018. május 5-én a párt elnöksége lemondott, köztük Orosz Anna is.
2018 novemberében a Political Capital elemzője és kommunikációs munkatársa lett.
2019. július 15-én bejelentette, hogy visszatér a politikához, majd az ellenzéki összefogás eredményeként a Momentum Mozgalom képviselőjelöltje lett Budapest XI. kerületében (Újbudán). A 2019-es magyarországi önkormányzati választáson képviselővé választották. Október 31-én a Momentum Mozgalom frakciójának tagja lett a kerületi képviselő-testületben, egyúttal Újbuda alpolgármesterévé választották.
2020. június 8-án a Momentum küldöttgyűlésén megválasztotta a párt új, hét főből álló elnökségét. Az elnökség tagjává választották Orosz Annát.
A 2021-es magyarországi ellenzéki előválasztáson a Momentum jelöltje volt, és győzött is Budapesti 2. sz. országgyűlési egyéni választókerületében.
2021. október 10-től, Fekete-Győr András lemondása után november 2-ig a Momentum Mozgalom elnöke. Utódja Donáth Anna lett.
A 2022-es magyarországi országgyűlési választáson megnyerte egyéni körzetét.
A Momentum európai parlamenti és önkormányzati választásokon elszenvedett veresége után a Momentum 2024. július 8-i tisztújításán nem indult újra, így már nem tagja az országos elnökségnek.
2025. május 5-én bejelentette lemondását országgyűlési képviselői mandátumáról, és hogy 2026-ban sem indul újra.